# Gyula Andrássy el Joven
El conde Gyula Andrássy de Csíkszentkirály y Krasznahorka "el Joven" (húngaro: Andrássy Gyula) (30 de junio de 1860-11 de junio de 1929) fue un político húngaro.

## Biografía
Era el segundo hijo del conde Gyula Andrássy y se convirtió en subsecretario en el ministerio de Sándor Wekerle en 1892; en 1893 fue nombrado ministro de Educación y en junio de 1894 ministro de asistencia al rey, retirándose en 1895 con Wekerle. En 1898, junto con su hermano mayor, abandonó el Partido Liberal de Hungría, pero regresó de nuevo tras la caída del gobierno de Bánffy.

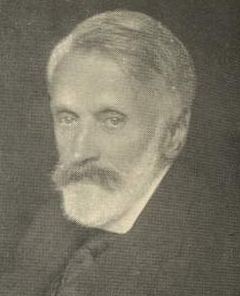
Gyula Andrássy el Joven, antes de 1929.

Descrito como «uno de los mejores cerebros y peores oradores en el Parlamento», en 1905 era uno de los líderes de la Coalición política que provocó la caída del gobierno liberal de Sisza. En 1906 fue nombrado ministro de Interior en un gobierno de compromiso dirigido por Wekerle y mantuvo su ministerio hasta la caída del gobierno en 1909. En 1912 representó al Imperio austrohúngaro en una misión diplomática para evitar el estallido de la Guerra de los Balcanes, que fracasó.
En 1915, tras el estallido de la Primera Guerra Mundial apoyó las negociaciones de paz entre los contendientes. Como Ministro de Exteriores en 1918 declaró disuelta la alianza con Alemania e intentó negociar una paz separada con los países Aliados. Renunció a su cargo ese mismo año pero regresó en 1920 a la nueva Asamblea Nacional de Hungría como un delegado independiente. Posteriormente se convertiría en líder del Partido Nacional Cristiano y en 1921 participó en la conspiración para restaurar en Hungría la institución monárquica en la figura de Carlos IV.

## Obras
- Es el autor de Ungarns Ausgleich mit Österreich vom Jahre 1867 (Ger. ed., Leipzig, 1897).
- Una obra en húngaro sobre los orígenes del estado y la constitución de Hungría (Budapest, 1901), El Desarrollo de la Libertad Constitucional de Hungría.
- Entre sus obras posteriores en húngaro y alemán se encuentran Wer hat den Krieg verbrochen? Interessensolidarität des Deutschtums and Ungartums y Diplomatie und Weltkrieg.